# Vimba melanops
 Vimba melanops és una espècie de peix cipriniforme de la família dels ciprínids.

## Morfologia
- Els mascles poden assolir 32 cm de longitud total.[5][6]

## Alimentació
Menja invertebrats i plantes.

## Hàbitat
És un peix d'aigua dolça i de clima temperat.

## Distribució geogràfica
Es troba als rius de la conca de la mar Egea a Grècia, Bulgària i el nord-oest de Turquia (Tràcia).

## Estat de conservació
Es troba amenaçat d'extinció per la destrucció del seu hàbitat natural, la pesca i l'extracció d'aigua.